# Regent’s Park College
Regent's Park College (umgangssprachlich in der Universität bekannt als Regent's) ist eine Permanent Private Hall der University of Oxford, die in der Mitte der Stadt Oxford liegt.

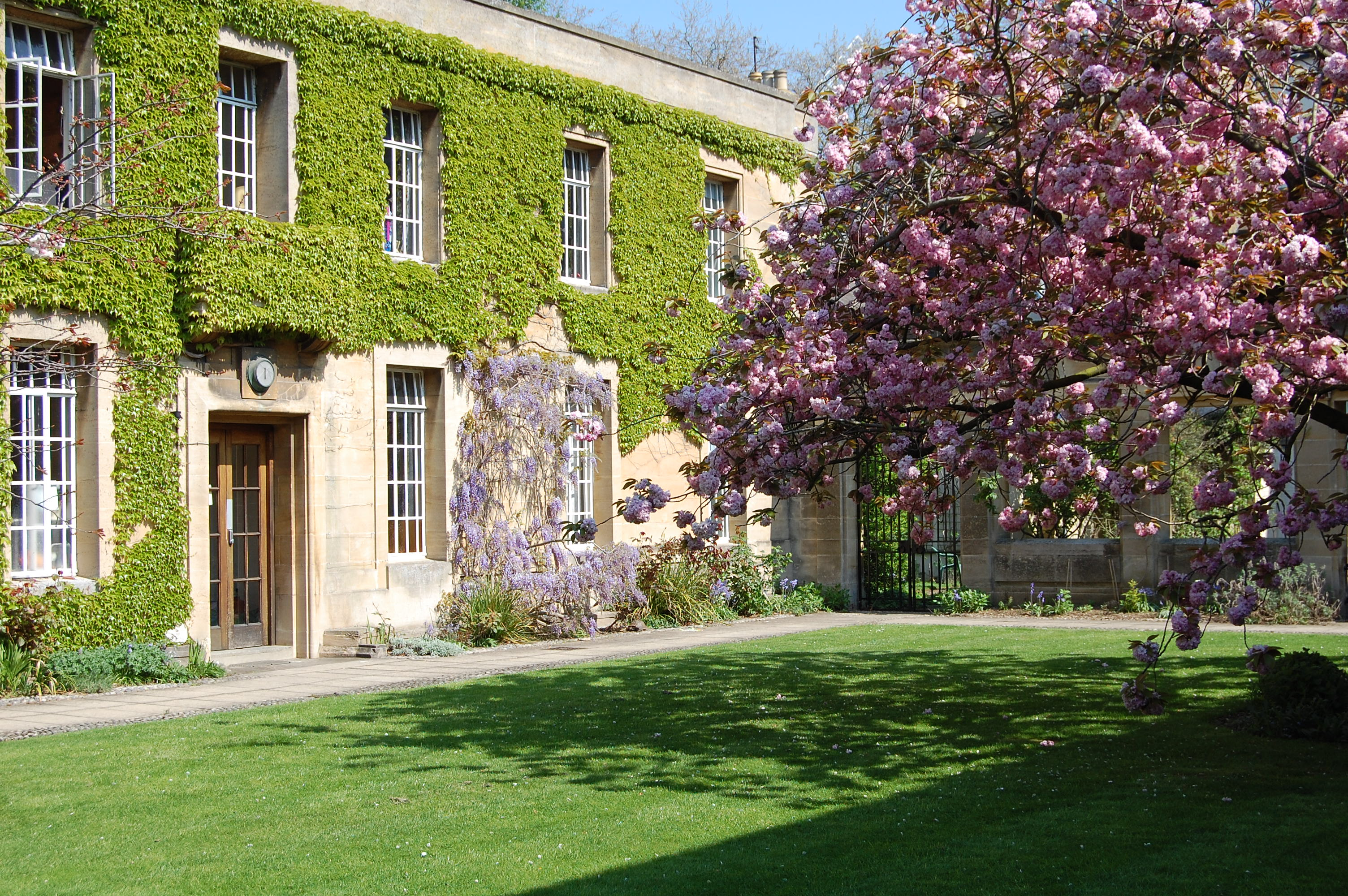
Quadrangle (Geviert)

1810 gegründet, zog das College zum gegenwärtigen Standort 1927 um, es erhielt 1957 die Lizenz als Teil der Universität. Nun lässt es sowohl undergraduates als auch graduates zu, die verschiedene Abschlüsse in Kunst-, Geistes- oder Sozialwissenschaften erwerben. Bereits vor der Mitte des 20. Jahrhunderts nahm es Frauen auf, die seit den 1920er Jahren das College bewohnen. Es bildet für den ordinierten Dienst in Baptistischen Kirchen im Vereinigten Königreich und Übersee aus.

## Geschichte
Regent’s Park College geht auf die Bildung der Londoner Baptist Education Society 1752 zurück. Sie begründete 1810 im Londoner East End eine akademische Ausbildung im Baptist College von Stepney, wo Studenten aufgenommen wurden, die keine Mitglieder der Church of England waren. Diese Dissenters bekamen keinen Platz an den Universitäten. Nach dem Beginn mit nur drei Studenten waren es 1850 schon 26. Unter dem Prinzipal Joseph Angus zog das Haus 1855 um in den Regent’s Park, woher der heutige Name stammt. Dieses Haus wurde 1901 ein offizieller Teil der Theologie an der University of London.
Der Prinzipal Wheeler Robinson hielt aber Oxford für den angemesseneren Ort eines Colleges, um Baptisten eine sehr gute Ausbildung zu geben. 1927 wurden daher ein Grundstück erworben und darauf die notwendigen Gebäude errichtet. 1928 zogen die ersten Studenten ein. Mit zahlreichen Spenden wurde bald erweitert, sodass von 1938 bis 1940 die Unterkünfte, die Helwys Hall, die Bücherei und der Senior Common Room fertig wurden.

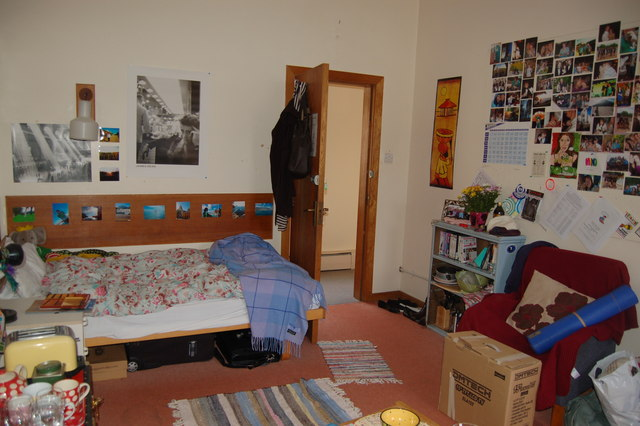
Studentenbude

1957 wurde Regent’s Park College eine offizielle Private Hall, die seitdem auch nichttheologische undergraduates aufnahm. Inzwischen sind es 110 undergraduates und 50 graduates sowie geistliche Studenten. Als die Franziskaner 2008 Oxford verließen, zogen ihre 30 Studenten um in das Regent’s Park College.

### Motto
Das lateinische College Motto ist: Omnia probate quod bonum tenete. (=Probiert alle Dinge aus, haltet fest, was gut ist – 1. Thess. 5,21)

## Alumni
- Henry Havelock, britischer General im Indischen Aufstand 1857
- Jesse Jackson, US-amerikanischer Politiker, Baptistenpastor, Ehrenfellow
- James Sully, Philosoph und Psychologe
- Barnaby Thompson, Filmproduzent

## Bibliographie
- Anthony Clarke, Paul Fiddes: Dissenting Spirit: A History of Regent's Park College, 1752–2017 (Oxford: Centre for Baptist History and Heritage, 2017)
- Robert E. Cooper: From Stepney to St Giles': the Story of Regent's Park College, 1810–1960 (London: Carey Kingsgate Press, 1960)

## Einzelbelege
1. ↑  Arnold J. Baines: THE PRE-HISTORY OF REGENT'S PARK COLLEGE. (PDF) Abgerufen am 18. November 2020 (englisch).

Koordinaten: 51° 45′ 26″ N, 1° 15′ 39″ W